# Lelitka, Hmilnîk
Lelitka (în ucraineană Лелітка) este localitatea de reședință a comunei Lelitka din raionul Hmilnîk, regiunea Vinnița, Ucraina.

## Demografie
Componența lingvistică a localității Lelitka
     Ucraineană (97,62%)
     Rusă (1,94%)
     Alte limbi (0,22%)
Conform recensământului din 2001, majoritatea populației localității Lelitka era vorbitoare de ucraineană (97,62%), existând în minoritate și vorbitori de rusă (1,94%).